# 李礼辉
李礼辉（1952年5月—），福建莆田人，汉族，中华人民共和国政治人物、第十二届全国人民代表大会福建地区代表。

## 生平
毕业于北京大学金融学专业。加入中国共产党。2013年，担任中国银行副董事长、行长、党委副书记。2014年1月28日辞职，陈四清继任行长。